# Runenstein U 932

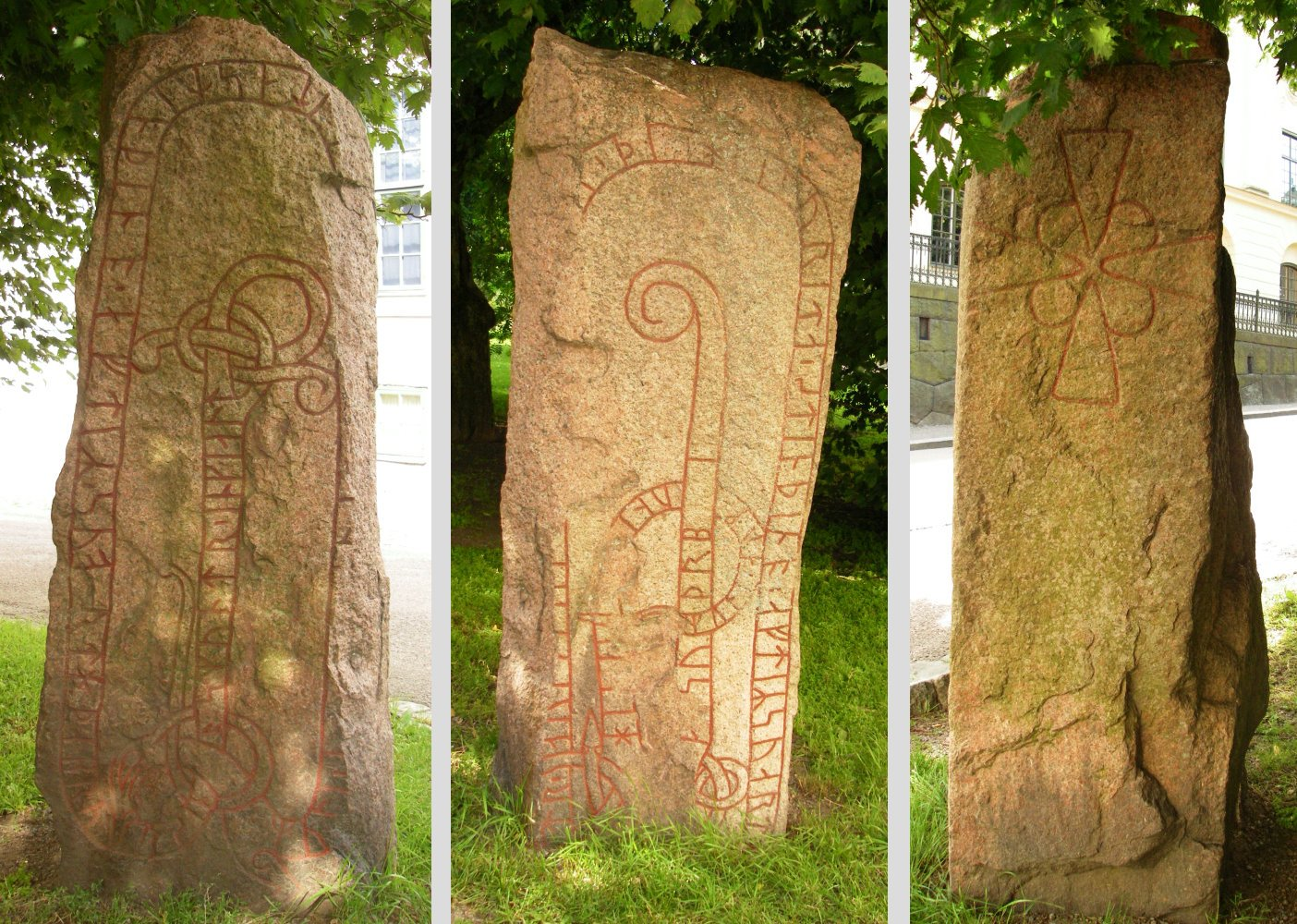
Drei Seiten des Runensteins U 932

Der Runenstein U 932 in Uppsala in Uppland in Schweden wurde in der Mauer der Domkirche gefunden. Der Runenstein aus rosa Granit ist 1,7 m hoch, 60 cm breit und wird auf 1050–1100 n. Chr. datiert. Randständige Teile des Runenbandes sind herausgeschlagen worden.
Er wurde bereits 1643 abgezeichnet und 1850 aus der Wand entfernt. Drei Seiten des Steins sind geritzt. Auf zweien befinden sich Runeninschriften, auf der dritten ein eventuell später eingefügtes Kreuzornament. Der Text im Schlangenband lautet: „Mule ... errichtete diesen Stein für Svarthövde, seinen Bruder. Åsmund, Ingjald, Mule und ... die ließen diesen Stein errichten für Svarthövde, (der wohnte in) Söderby.“ 
Da es in der Nähe von Uppsala mehrere Orte namens Söderby gibt, weiß man nicht, welcher mit der Inschrift gemeint ist. Der Stein wurde von dem Runenmeister Åsmund geritzt. 
Der Stein befindet sich zusammen mit weiteren historischen Runensteinen, einem modernen Runenstein sowie der Betonkopie einer bronzezeitlichen Schiffsritzung hinter dem Gustavianum im Universitetsparken (Universitätspark).